# 高崎映画祭
高崎映画祭（たかさきえいがさい）は、1987年より群馬県高崎市にて、毎年3月下旬から4月上旬頃にかけて開催される映画祭。

## 概要
自主上映を行う市民グループ「上映集団メーヴェ」が母体となり開始された。映画祭スタッフを中心に2004年末にNPO法人たかさきコミュニティシネマを設立し、高崎市中心部にミニシアター「シネマテークたかさき」を開設、さらに廃業した古い映画館を借り受け復活させる、といった動きも、この映画祭の流れの一環と言える。この映画祭の中で、作品賞・監督賞などの授賞式も実施され、毎年監督、俳優が来祭している。

## 受賞者
| 回 | 授賞式年月日                                                         | 最優秀作品賞                                      | 最優秀監督賞                                    | 最優秀主演女優賞                                                             | 最優秀主演男優賞                                               | 最優秀助演女優賞                                                       | 最優秀助演男優賞                                | 最優秀新人女優賞                                     | 最優秀新人男優賞                                                                      | ベストアイドル賞               | 若手監督グランプリ                                                 | 特別賞                                                                                       |
| -- | -------------------------------------------------------------------- | ------------------------------------------------- | ----------------------------------------------- | ---------------------------------------------------------------------------- | -------------------------------------------------------------- | ---------------------------------------------------------------------- | ----------------------------------------------- | ---------------------------------------------------- | ------------------------------------------------------------------------------------- | ------------------------------ | ------------------------------------------------------------------ | -------------------------------------------------------------------------------------------- |
| 1  |                                                                      | 大林宣彦 『野ゆき山ゆき海べゆき』                 | 大林宣彦 『野ゆき山ゆき海べゆき』               | 真行寺君枝（ビリィ★ザ★キッドの新しい夜明け） ※主演女優賞                     | (対象者無し)                                                   | (対象者無し)                                                           | (対象者無し)                                    | (対象者無し)                                         | (対象者無し)                                                                          | (対象者無し)                   | 山川直人（ビリィ★ザ★キッドの新しい夜明け）                         | 倍賞美津子（生きてるうちが花なのよ死んだらそれまでよ党宣言） ※最優秀女優賞                   |
| 2  |                                                                      | 根岸吉太郎『永遠の1/2』                           | 根岸吉太郎『永遠の1/2』                         | 大竹しのぶ（『永遠の1/2』『青春かけおち篇』） ※主演女優賞                    | 津川雅彦（『別れぬ理由』『マルサの女』） ※主演男優賞           | (対象者無し)                                                           | (対象者無し)                                    | 今井美樹（アラカルト・カンパニー） ※新人賞           | 今井美樹（アラカルト・カンパニー） ※新人賞                                            | 富田靖子（BU・SU）             | 山本政志（ロビンソンの庭）                                         | 『私をスキーに連れてって』馬場康夫監督、他スタッフ・キャスト一同 ※特別賞（最優秀「極楽」賞） |
| 2  | 原田知世（『黒いドレスの女』『私をスキーに連れてって』） ※主演女優賞 | 根岸吉太郎『永遠の1/2』                           | 根岸吉太郎『永遠の1/2』                         | 時任三郎（『永遠の1/2』『ハワイアン・ドリーム』） ※主演男優賞                | 宮崎駿『風の谷のナウシカ』『天空の城ラピュタ』『柳川堀割物語』 | (対象者無し)                                                           | (対象者無し)                                    | 今井美樹（アラカルト・カンパニー） ※新人賞           | 今井美樹（アラカルト・カンパニー） ※新人賞                                            | 富田靖子（BU・SU）             | 山本政志（ロビンソンの庭）                                         |                                                                                              |
| 3  |                                                                      | 滝田洋二郎『木村家の人びと』                      | 滝田洋二郎『木村家の人びと』                    | 小泉今日子（快盗ルビイ） ※主演女優賞                                         | 鹿賀丈史（木村家の人びと） ※主演男優賞                         | (対象者無し)                                                           | (対象者無し)                                    | 嶋田久作（帝都物語） ※新人賞                         | 嶋田久作（帝都物語） ※新人賞                                                          | 宮沢りえ（ぼくらの七日間戦争） | 長崎俊一（ロックよ、静かに流れよ）                                 | 『会社物語 MEMORIES OF YOU』市川準監督、他スタッフ・キャスト一同                             |
| 3  | 安田成美（バカヤロー! 私、怒ってます） ※主演女優賞                   | 滝田洋二郎『木村家の人びと』                      | 滝田洋二郎『木村家の人びと』                    | 三浦友和（日本殉情伝 おかしなふたり ものくるほしきひとびとの群） ※主演男優賞 |                                                                | (対象者無し)                                                           | (対象者無し)                                    | 嶋田久作（帝都物語） ※新人賞                         | 嶋田久作（帝都物語） ※新人賞                                                          | 宮沢りえ（ぼくらの七日間戦争） | 長崎俊一（ロックよ、静かに流れよ）                                 | 『会社物語 MEMORIES OF YOU』市川準監督、他スタッフ・キャスト一同                             |
| 4  |                                                                      | 今村昌平『黒い雨』                                | 今村昌平『黒い雨』                              | 田中好子（黒い雨） ※主演女優賞                                               | 原田芳雄（キスより簡単） ※主演男優賞                           | (対象者無し)                                                           | (対象者無し)                                    | 早瀬優香子（キスより簡単） ※新人賞                   | 早瀬優香子（キスより簡単） ※新人賞                                                    | (対象者無し)                   | 利重剛（ZAZIE）                                                    | どついたるねん（阪本順治） ※特別賞（痛快優秀作品賞）                                         |
| 5  |                                                                      | 中原俊『櫻の園』                                  | 中原俊『櫻の園』                                | 松坂慶子（死の棘）                                                           | 古尾谷雅人（宇宙の法則）                                       | (対象者無し)                                                           | (対象者無し)                                    | 中島ひろ子（櫻の園） ※最優秀新人賞                   | 中島ひろ子（櫻の園） ※最優秀新人賞                                                    | 高岡早紀（バタアシ金魚）       | 松岡錠司（バタアシ金魚）                                           | てなもんやコネクション（山本政志）                                                           |
| 6  |                                                                      | 大林宣彦『ふたり』                                | 大林宣彦『ふたり』                              | 石田ひかり（ふたり）                                                         | 沢田研二（夢二）                                               | 富司純子（ふたり）                                                     | 原田芳雄（夢二）                                | 大島弘子（あの夏、いちばん静かな海。） ※最優秀新人賞 | 大島弘子（あの夏、いちばん静かな海。） ※最優秀新人賞                                  | (対象者無し)                   | 竹中直人（無能の人）                                               | あの夏、いちばん静かな海。（北野武）                                                         |
| 6  | 中嶋朋子（ふたり）                                                   | 大林宣彦『ふたり』                                | 大林宣彦『ふたり』                              | アジアンビート アイ・ラブ・ニッポン（天願大介）                              | 沢田研二（夢二）                                               | 富司純子（ふたり）                                                     | 原田芳雄（夢二）                                | 大島弘子（あの夏、いちばん静かな海。） ※最優秀新人賞 | 大島弘子（あの夏、いちばん静かな海。） ※最優秀新人賞                                  | (対象者無し)                   | 竹中直人（無能の人）                                               |                                                                                              |
| 7  |                                                                      | 周防正行 『シコふんじゃった。』                   | 周防正行 『シコふんじゃった。』                 | 薬師丸ひろ子（きらきらひかる）                                               | 長塚京三（ザ・中学教師）                                       | 大谷直子（橋のない川）                                                 | 筒井道隆（きらきらひかる）                      | 清水美沙（シコふんじゃった。） ※最優秀新人賞         | 清水美沙（シコふんじゃった。） ※最優秀新人賞                                          | (対象者無し)                   | 塚本晋也（鉄男II BODY HAMMER）                                     | きらきらひかる（松岡錠司）                                                                   |
| 7  | 永瀬正敏（死んでもいい）                                             | 周防正行 『シコふんじゃった。』                   | 周防正行 『シコふんじゃった。』                 | 薬師丸ひろ子（きらきらひかる）                                               | 筧利夫（寝盗られ宗介） ※最優秀新人賞                           | 筧利夫（寝盗られ宗介） ※最優秀新人賞                                   | 筒井道隆（きらきらひかる）                      |                                                      |                                                                                       | (対象者無し)                   | 塚本晋也（鉄男II BODY HAMMER）                                     | きらきらひかる（松岡錠司）                                                                   |
| 8  |                                                                      | 月はどっちに出ている（崔洋一）                    | 市川準（病院で死ぬということ）                  | 和久井映見（虹の橋）                                                         | 岸部一徳（病院で死ぬということ）                               | 絵沢萌子（月はどっちに出ている）                                       | 塩野谷正幸（病院で死ぬということ）              | 田畑智子（お引越し）                                 | 岸谷五朗（月はどっちに出ている）                                                      | (対象者無し)                   | (対象者無し)                                                       | (対象者無し)                                                                                 |
| 8  | お引越し（相米慎二）                                                 | 真田広之（眠らない街～新宿鮫～）                  | 市川準（病院で死ぬということ）                  | 和久井映見（虹の橋）                                                         | ルビー・モレノ（月はどっちに出ている）                         |                                                                        | 塩野谷正幸（病院で死ぬということ）              | 田畑智子（お引越し）                                 | 岸谷五朗（月はどっちに出ている）                                                      | (対象者無し)                   | (対象者無し)                                                       | (対象者無し)                                                                                 |
| 9  |                                                                      | ヌードの夜（石井隆）                              | 原一男（全身小説家）                            | 高岡早紀（忠臣蔵外伝 四谷怪談）                                              | 萩原健一（居酒屋ゆうれい）                                     | 鈴木京香（119）                                                        | 若松武（エンジェル・ダスト）                    | 滝沢涼子（エンジェル・ダスト）                       | 椎名桔平（ヌードの夜）                                                                | (対象者無し)                   | 廣木隆一（800 TWO LAP RUNNERS）                                    | 119（竹中直人） ※特別賞・新映像感覚作品賞                                                    |
| 9  | 神代辰巳（棒の哀しみ）                                               | ヌードの夜（石井隆）                              | 奥田瑛二（棒の哀しみ）                          | 高岡早紀（忠臣蔵外伝 四谷怪談）                                              |                                                                | 鈴木京香（119）                                                        | 若松武（エンジェル・ダスト）                    | 滝沢涼子（エンジェル・ダスト）                       | 椎名桔平（ヌードの夜）                                                                | (対象者無し)                   | 廣木隆一（800 TWO LAP RUNNERS）                                    | 119（竹中直人） ※特別賞・新映像感覚作品賞                                                    |
| 10 |                                                                      | (該当作無し)                                      | 塚本晋也（TOKYO FIST）                          | 中山美穂（Love Letter）                                                      | 佐藤浩市（GONIN）                                              | 藤井かほり（TOKYO FIST）                                               | 豊川悦司（Love Letter）                         | 江角マキコ（幻の光）                                 | 柏原崇（Love Letter）                                                                 | (対象者無し)                   | 是枝裕和（幻の光）                                                 | 奈緒ちゃん（「奈緒ちゃん」製作委員会）                                                       |
| 10 | 押井守（GHOST IN THE SHELL / 攻殻機動隊）                            | (該当作無し)                                      | 内藤剛志（幻の光）                              | 中山美穂（Love Letter）                                                      | 佐藤浩市（GONIN）                                              | 藤井かほり（TOKYO FIST）                                               | 鈴木砂羽（愛の新世界）                          | 岩井俊二（Love Letter）                              | 柏原崇（Love Letter）                                                                 | (対象者無し)                   |                                                                    | 奈緒ちゃん（「奈緒ちゃん」製作委員会）                                                       |
| 11 |                                                                      | キッズ・リターン（北野武）                        | 周防正行（Shall we ダンス?）                    | CHARA（スワロウテイル）                                                      | 役所広司（Shall we ダンス?）                                   | 原田美枝子（絵の中のぼくの村）                                         | 大森嘉之（トキワ荘の青春）                      | 伊藤歩（スワロウテイル）                             | 金子賢（キッズ・リターン）                                                            | (対象者無し)                   | 青山真治（Helpless）                                               | 眠る男（「眠る男」製作委員会）                                                               |
| 11 | 岩井俊二（スワロウテイル）                                           | キッズ・リターン（北野武）                        | 浅野忠信（Helpless）                            | CHARA（スワロウテイル）                                                      | 草村礼子（Shall we ダンス?）                                   | 安藤政信（キッズ・リターン）                                           | 大森嘉之（トキワ荘の青春）                      | 伊藤歩（スワロウテイル）                             |                                                                                       | (対象者無し)                   | 青山真治（Helpless）                                               | 眠る男（「眠る男」製作委員会）                                                               |
| 12 |                                                                      | (該当作無し)                                      | 市川準（東京夜曲）                              | 桃井かおり（東京夜曲）                                                       | 豊川悦司（傷だらけの天使）                                     | 永島暎子（身も心も）                                                   | 役所広司（バウンス ko GALS）                    | 柳愛里（2/デュオ）                                   | 上川隆也（東京夜曲）                                                                  | 広末涼子（20世紀ノスタルジア） | 諏訪敦彦（2/デュオ）                                               | (対象者無し)                                                                                 |
| 12 | 宮崎駿（もののけ姫）                                                 | (該当作無し)                                      | 中山美穂（東京日和）                            | 尾野真千子（萌の朱雀）                                                       | 豊川悦司（傷だらけの天使）                                     | 永島暎子（身も心も）                                                   | 役所広司（バウンス ko GALS）                    | 河瀬直美（萌の朱雀）                                 | 上川隆也（東京夜曲）                                                                  | 広末涼子（20世紀ノスタルジア） |                                                                    | (対象者無し)                                                                                 |
| 13 |                                                                      | CURE（黒沢清）                                    | 崔洋一（犬、走る DOG RACE）                     | 原田知世（落下する夕方）                                                     | 本木雅弘（中国の鳥人）                                         | 緒川たまき（SF サムライ・フィクション）                                | 大杉漣（犬、走る DOG RACE）                     | 富樫真（犬、走る DOG RACE）                          | 布袋寅泰（SF サムライ・フィクション）                                                 | 吉川ひなの（TOKYO EYES）       | 中野裕之（SF サムライ・フィクション）                              | (対象者無し)                                                                                 |
| 13 | 三池崇史（中国の鳥人）                                               | CURE（黒沢清）                                    | 菅野美穂（落下する夕方）                        | 萩原聖人（CURE）                                                             | 本木雅弘（中国の鳥人）                                         | 緒川たまき（SF サムライ・フィクション）                                |                                                 | 富樫真（犬、走る DOG RACE）                          | 布袋寅泰（SF サムライ・フィクション）                                                 | 吉川ひなの（TOKYO EYES）       | 中野裕之（SF サムライ・フィクション）                              | (対象者無し)                                                                                 |
| 14 |                                                                      | ワンダフルライフ（是枝裕和）                      | 中江裕司（ナビィの恋）                          | りょう（双生児）                                                             | 浅野忠信（地雷を踏んだらサヨウナラ）                           | 田中裕子（大阪物語）                                                   | 椎名桔平（金融腐蝕列島 呪縛）                   | 池脇千鶴（大阪物語）                                 | ARATA（ワンダフルライフ）                                                             | (対象者無し)                   | 塩田明彦（どこまでもいこう）                                       | (対象者無し)                                                                                 |
| 14 | M/OTHER（諏訪敦彦）                                                  | 渡辺真起子（M/OTHER）                             | 中江裕司（ナビィの恋）                          | 寺島進（ワンダフルライフ）                                                   | 浅野忠信（地雷を踏んだらサヨウナラ）                           | 田中裕子（大阪物語）                                                   | つぐみ（月光の囁き）                            | 石井克人（鮫肌男と桃尻女）                           | ARATA（ワンダフルライフ）                                                             | (対象者無し)                   |                                                                    | (対象者無し)                                                                                 |
| 15 |                                                                      | 顔（阪本順治）                                    | 黒沢清（カリスマ）                              | 藤山直美（顔）                                                               | 豊川悦司（新・仁義なき戦い。）                                 | 大楠道代（顔）                                                         | 佐藤浩市（顔）                                  | 小林明美（PARTY7）                                   | 藤間宇宙（独立少年合唱団）                                                            | (対象者無し)                   | 緒方明（独立少年合唱団）                                           | BLOOD THE LAST VAMPIRE（北久保弘之）                                                         |
| 15 | 風吹ジュン（カリスマ）                                               | 顔（阪本順治）                                    | 黒沢清（カリスマ）                              | 藤山直美（顔）                                                               | 豊川悦司（新・仁義なき戦い。）                                 | 香川照之（独立少年合唱団）                                             | 伊藤英明（ブリスター!）                         | 小林明美（PARTY7）                                   | 沖浦啓之（人狼 JIN-ROH）                                                              | (対象者無し)                   |                                                                    | BLOOD THE LAST VAMPIRE（北久保弘之）                                                         |
| 16 |                                                                      | EUREKA（青山真治）                                | 竹中直人（連弾）                                | 田中麗奈（東京マリーゴールド）                                               | 窪塚洋介（GO）                                                 | 夏川結衣（DISTANCE）                                                   | 光石研（EUREKA）                                | 柴咲コウ（GO）                                       | 沖津和（まぶだち）                                                                    | (対象者無し)                   | 行定勲（GO）                                                       | (対象者無し)                                                                                 |
| 16 | DISTANCE（是枝裕和）                                                 | 瀬々敬久（RUSH!）                                 | 麻生久美子（贅沢な骨）                          | 遠藤憲一（DISTANCE）                                                         | 窪塚洋介（GO）                                                 | 夏川結衣（DISTANCE）                                                   | 宮崎あおい（EUREKA）                            | 古厩智之（まぶだち）                                 | 沖津和（まぶだち）                                                                    | (対象者無し)                   |                                                                    | (対象者無し)                                                                                 |
| 17 |                                                                      | ハッシュ!（橋口亮輔）                             | 平山秀幸（OUT）                                 | 原田美枝子（OUT）                                                            | 真田広之（たそがれ清兵衛）                                     | 倍賞美津子（OUT）                                                      | 石橋凌（AIKI）                                  | UA（水の女）                                         | 新井浩文（青い春）                                                                    | (対象者無し)                   | 万田邦敏（UNLOVED）                                                | (対象者無し)                                                                                 |
| 17 | 室井滋（OUT）                                                        | ハッシュ!（橋口亮輔）                             | 平山秀幸（OUT）                                 | 原田美枝子（OUT）                                                            | 真田広之（たそがれ清兵衛）                                     |                                                                        | 石橋凌（AIKI）                                  | UA（水の女）                                         | 新井浩文（青い春）                                                                    | (対象者無し)                   | 万田邦敏（UNLOVED）                                                | (対象者無し)                                                                                 |
| 17 | 田辺誠一（ハッシュ!）                                                | ハッシュ!（橋口亮輔）                             | 平山秀幸（OUT）                                 | 原田美枝子（OUT）                                                            | ARATA（ピンポン）                                              | 長塚圭史（tokyo.sora）                                                 | 天願大介（AIKI）                                | UA（水の女）                                         |                                                                                       | (対象者無し)                   |                                                                    | (対象者無し)                                                                                 |
| 17 | 田辺誠一（ハッシュ!）                                                | ハッシュ!（橋口亮輔）                             | 平山秀幸（OUT）                                 | 原田美枝子（OUT）                                                            | ARATA（ピンポン）                                              | 長塚圭史（tokyo.sora）                                                 | 天願大介（AIKI）                                | UA（水の女）                                         | 西田尚美（OUT）                                                                       | (対象者無し)                   |                                                                    | (対象者無し)                                                                                 |
| 18 |                                                                      | アカルイミライ（黒沢清）                          | 犬童一心（ジョゼと虎と魚たち）                  | 池脇千鶴（ジョゼと虎と魚たち）                                               | オダギリジョー（アカルイミライ）                               | 余貴美子（ホテル・ハイビスカス）                                       | 浅野忠信（アカルイミライ）                      | 松浦亜弥（青の炎）                                   | 宮迫博之（蛇イチゴ）                                                                  | (対象者無し)                   | 西川美和（蛇イチゴ）                                               | (対象者無し)                                                                                 |
| 18 | 廣木隆一（ヴァイブレータ）                                           | アカルイミライ（黒沢清）                          | 妻夫木聡（ジョゼと虎と魚たち）                  | 池脇千鶴（ジョゼと虎と魚たち）                                               | 大谷直子（蛇イチゴ）                                           | 藤竜也（アカルイミライ）                                               | 兵頭祐香（沙羅双樹）                            | 金井勇太（さよなら、クロ）                           |                                                                                       | (対象者無し)                   | 西川美和（蛇イチゴ）                                               | (対象者無し)                                                                                 |
| 19 |                                                                      | ヴィタール（塚本晋也）                            | 是枝裕和（誰も知らない）                        | 倍賞美津子（ニワトリはハダシだ）                                             | 浅野忠信（ヴィタール）                                         | 南果歩（お父さんのバックドロップ）                                     | 柴田恭兵（69 sixty nine）                       | 北浦愛（誰も知らない）                               | 柳楽優弥（誰も知らない）                                                              | (対象者無し)                   | 紀里谷和明（CASSHERN）                                             | (対象者無し)                                                                                 |
| 19 | 中谷美紀（約三十の嘘）                                               | ヴィタール（塚本晋也）                            | 是枝裕和（誰も知らない）                        | 唐沢寿明（CASSHERN）                                                         | 生瀬勝久（お父さんのバックドロップ）                           | 南果歩（お父さんのバックドロップ）                                     | 浜上竜也（ニワトリはハダシだ）                  | 北浦愛（誰も知らない）                               | 井口奈己（犬猫）                                                                      | (対象者無し)                   |                                                                    | (対象者無し)                                                                                 |
| 20 |                                                                      | トニー滝谷（市川準）                              | 井筒和幸（パッチギ!）                           | 小泉今日子（空中庭園）                                                       | 西島秀俊（帰郷）                                               | 片岡礼子（帰郷）                                                       | 田中泯（メゾン・ド・ヒミコ）                    | 英由佳（DV ドメスティックバイオレンス）              | 高岡蒼甫（パッチギ!）                                                                 | (対象者無し)                   | 成島出（フライ,ダディ,フライ）                                     | 山中常盤（羽田澄子）                                                                         |
| 20 | 豊田利晃（空中庭園）                                                 | トニー滝谷（市川準）                              | 堤真一（フライ,ダディ,フライ）                  | 小泉今日子（空中庭園）                                                       | 井川遥（樹の海）                                               | 谷村美月（カナリア）                                                   | 田中泯（メゾン・ド・ヒミコ）                    | 田辺季正（メゾン・ド・ヒミコ）                       | 萩生田宏治（帰郷）                                                                    | (対象者無し)                   |                                                                    | 山中常盤（羽田澄子）                                                                         |
| 21 |                                                                      | 花よりもなほ（是枝裕和）                          | 李相日（フラガール）                            | 蒼井優（フラガール）                                                         | オダギリジョー（ゆれる）                                       | 永作博美（好きだ、）                                                   | 加瀬亮（花よりもなほ）                          | 多部未華子（ルート225）                              | (対象者無し)                                                                          | (対象者無し)                   | 唯野未歩子（三年身籠る）                                           | 『花よりもなほ』キャスト一同                                                                 |
| 21 | 西川美和（ゆれる）                                                   | 花よりもなほ（是枝裕和）                          | 香川照之（ゆれる）                              | 蒼井優（フラガール）                                                         | 本上まなみ（紙屋悦子の青春）                                   |                                                                        | 加瀬亮（花よりもなほ）                          | 多部未華子（ルート225）                              | (対象者無し)                                                                          | (対象者無し)                   | 唯野未歩子（三年身籠る）                                           | 『花よりもなほ』キャスト一同                                                                 |
| 22 |                                                                      | サッド ヴァケイション（青山真治）                 | 河瀬直美（殯の森）                              | 石田えり（サッド ヴァケイション）                                            | 濱田岳（アヒルと鴨のコインロッカー）                           | 板谷由夏（サッド ヴァケイション）                                      | 松田龍平（アヒルと鴨のコインロッカー）          | 蓮佛美沙子（転校生 -さよなら あなた-）               | 林遣都（バッテリー）                                                                  | (対象者無し)                   | 群青いろ（14歳）                                                   | 『ひめゆり』柴田昌平監督                                                                     |
| 22 | 山下敦弘（松ヶ根乱射事件）                                           | サッド ヴァケイション（青山真治）                 | 瑛太（アヒルと鴨のコインロッカー）              | 石田えり（サッド ヴァケイション）                                            | 並木愛枝（14歳）                                               |                                                                        | 松田龍平（アヒルと鴨のコインロッカー）          | 蓮佛美沙子（転校生 -さよなら あなた-）               | 林遣都（バッテリー）                                                                  | (対象者無し)                   | 群青いろ（14歳）                                                   | 『ひめゆり』柴田昌平監督                                                                     |
| 23 | 2009年3月29日                                                        | 接吻（万田邦敏）                                  | トウキョウソナタ（黒沢清）                      | 小池栄子（接吻）                                                             | 仲村トオル（接吻）                                             | 夏川結衣（歩いても 歩いても）                                          | 豊川悦司（接吻）                                | 甘利はるな（コドモのコドモ）                         | 小柳友（トウキョウソナタ）                                                            | (対象者無し)                   | 熊坂出（パーク アンド ラブホテル）                                 | 『実録・連合赤軍 あさま山荘への道程』若松孝二監督とキャスト・スタッフ一同                    |
| 23 | 2009年3月29日                                                        | ぐるりのこと。（橋口亮輔）                        | 是枝裕和（歩いても 歩いても）                   | 木村多江（ぐるりのこと。）                                                   | 仲村トオル（接吻）                                             | 吉高由里子（きみの友だち）                                             | 津田寛治（トウキョウソナタ）                    | 甘利はるな（コドモのコドモ）                         | 井之脇海（トウキョウソナタ）                                                          | (対象者無し)                   | 熊坂出（パーク アンド ラブホテル）                                 | 『実録・連合赤軍 あさま山荘への道程』若松孝二監督とキャスト・スタッフ一同                    |
| 24 | 2010年3月28日                                                        | 空気人形（是枝裕和）                              | 園子温（愛のむきだし）                          | ペ・ドゥナ（空気人形）                                                       | ARATA（空気人形）                                              | 星野真里（空気人形）                                                   | オダギリジョー（空気人形）                      | 安藤サクラ（愛のむきだし） ※最優秀新人賞             | 安藤サクラ（愛のむきだし） ※最優秀新人賞                                              | (対象者無し)                   | (対象者無し)                                                       | (対象者無し)                                                                                 |
| 24 | 2010年3月28日                                                        | 空気人形（是枝裕和）                              | 園子温（愛のむきだし）                          | 小西真奈美（のんちゃんのり弁）                                               | 松山ケンイチ（ウルトラミラクルラブストーリー）                 | 星野真里（空気人形）                                                   | 森山未來（フィッシュストーリー）                | 安藤サクラ（愛のむきだし） ※最優秀新人賞             | 安藤サクラ（愛のむきだし） ※最優秀新人賞                                              | (対象者無し)                   | (対象者無し)                                                       | (対象者無し)                                                                                 |
| 25 | 2011年3月27日                                                        | ヘヴンズ ストーリー（瀬々敬久）                   | 井筒和幸（ヒーローショー）                      | 吹石一恵（ゲゲゲの女房）                                                     | 長谷川朝晴（ヘヴンズ ストーリー）                              | 山崎ハコ（ヘヴンズ ストーリー）                                        | 宮﨑将（ケンタとジュンとカヨちゃんの国）        | 寉岡萌希（ヘヴンズ ストーリー）                      | 後藤淳平（ヒーローショー）                                                            | (対象者無し)                   | 吉田恵輔（さんかく）                                               | 『海炭市叙景』熊切和嘉監督、キャスト、スタッフ、関係者一同                                   |
| 25 | 2011年3月27日                                                        | ヘヴンズ ストーリー（瀬々敬久）                   | 鈴木卓爾（ゲゲゲの女房）                        | 仲里依紗（時をかける少女）                                                   | 長谷川朝晴（ヘヴンズ ストーリー）                              | 山崎ハコ（ヘヴンズ ストーリー）                                        | 宮﨑将（ケンタとジュンとカヨちゃんの国）        | 寉岡萌希（ヘヴンズ ストーリー）                      | 福徳秀介（ヒーローショー）                                                            | (対象者無し)                   | 真利子哲也（イエローキッド）                                       | 『海炭市叙景』熊切和嘉監督、キャスト、スタッフ、関係者一同                                   |
| 26 | 2012年3月25日                                                        | サウダーヂ（富田克也）                            | 廣木隆一（軽蔑）                                | 鈴木杏（軽蔑）                                                               | 西島秀俊（CUT）                                                | 榮倉奈々（東京公園）                                                   | 古舘寛治（マイ・バック・ページ）                | 内田伽羅（奇跡）                                     | 前田航基（奇跡）                                                                      | (対象者無し)                   | 砂田麻美（エンディング・ノート）                                   | 『CUT』アミール・ナデリ監督・製作スタッフキャスト一同                                        |
| 26 | 2012年3月25日                                                        | サウダーヂ（富田克也）                            | 廣木隆一（軽蔑）                                | 鈴木杏（軽蔑）                                                               | 高良健吾（軽蔑）                                               | 二階堂ふみ（劇場版 神聖かまってちゃん ロックンロールは鳴り止まないっ） | 古舘寛治（マイ・バック・ページ）                | 内田伽羅（奇跡）                                     | 前田旺志郎（奇跡）                                                                    | (対象者無し)                   | 入江悠（劇場版 神聖かまってちゃん ロックンロールは鳴り止まないっ） | 『CUT』アミール・ナデリ監督・製作スタッフキャスト一同                                        |
| 27 | 2013年3月24日                                                        | (該当作無し)                                      | 井筒和幸（黄金を抱いて翔べ）                    | 松たか子（夢売るふたり）                                                     | 夏八木勲（希望の国）                                           | 安藤玉恵（夢売るふたり）                                               | 溝端淳平（黄金を抱いて翔べ）                    | 高梨臨（ライク・サムワン・イン・ラブ）               | 満島真之介（11・25自決の日 三島由紀夫と若者たち）                                     | (対象者無し)                   | 三宅唱（Playback） 新進監督グランプリ                              | (対象者無し)                                                                                 |
| 27 | 2013年3月24日                                                        | (該当作無し)                                      | 西川美和（夢売るふたり）                        | 田畑智子（ふがいない僕は空を見た）                                           | 夏八木勲（希望の国）                                           | 安藤玉恵（夢売るふたり）                                               | 窪田正孝（ふがいない僕は空を見た）              | 高梨臨（ライク・サムワン・イン・ラブ）               | 満島真之介（11・25自決の日 三島由紀夫と若者たち）                                     | (対象者無し)                   | 三宅唱（Playback） 新進監督グランプリ                              | (対象者無し)                                                                                 |
| 28 | 2014年3月23日                                                        | ペコロスの母に会いに行く（森﨑東）                | 是枝裕和（そして父になる）                      | 赤木春恵（ペコロスの母に会いに行く）                                         | 福山雅治（そして父になる）                                     | 原田貴和子（ペコロスの母に会いに行く）                                 | (対象者無し)                                    | 松岡依都美（凶悪）                                   | 川崎航星（楽隊のうさぎ）                                                              | (対象者無し)                   | 小林啓一（ももいろそらを） 新進監督グランプリ                      | (対象者無し)                                                                                 |
| 28 | 2014年3月23日                                                        | ペコロスの母に会いに行く（森﨑東）                | 是枝裕和（そして父になる）                      | 赤木春恵（ペコロスの母に会いに行く）                                         | 福山雅治（そして父になる）                                     | 真木よう子（そして父になる）                                           | (対象者無し)                                    | 篠原ゆき子（共喰い）                                 | 川崎航星（楽隊のうさぎ）                                                              | (対象者無し)                   | 小林啓一（ももいろそらを） 新進監督グランプリ                      | (対象者無し)                                                                                 |
| 29 | 2015年3月22日                                                        | 野のなななのか（大林宣彦、スタッフ一同） 特別大賞 | 呉美保（そこのみにて光輝く）                    | 常盤貴子（野のなななのか）                                                   | 綾野剛（そこのみにて光輝く）                                   | 池脇千鶴（そこのみにて光輝く）                                         | 菅田将暉 (そこのみにて光輝く)                   | 吉永淳（2つ目の窓）                                  | 村上虹郎（2つ目の窓）                                                                 | (対象者無し)                   | 安藤桃子(0.5ミリ) 新進監督グランプリ                               | (対象者無し)                                                                                 |
| 29 | 2015年3月22日                                                        | 野のなななのか（大林宣彦、スタッフ一同） 特別大賞 | 呉美保（そこのみにて光輝く）                    | 安藤サクラ(0.5ミリ/百円の恋)                                                 | 綾野剛（そこのみにて光輝く）                                   | 池脇千鶴（そこのみにて光輝く）                                         | 菅田将暉 (そこのみにて光輝く)                   | 玄里（水の声を聞く）                                 | 村上虹郎（2つ目の窓）                                                                 | (対象者無し)                   | 安藤桃子(0.5ミリ) 新進監督グランプリ                               | (対象者無し)                                                                                 |
| 30 | 2016年3月27日                                                        | 野火（塚本晋也）                                  | 小栗康平（FOUJITA）                             | 深津絵里（岸辺の旅）                                                         | オダギリジョー（FOUJITA）                                      | 蒼井優（岸辺の旅）                                                     | 黒田大輔（恋人たち）                            | 水野絵梨奈（ソレダケ / that’s it）                   | 森優作（野火）                                                                        | (対象者無し)                   | 山崎樹一郎（新しき民） 新進監督グランプリ                          | 岸惠子（ここに泉あり）                                                                       |
| 30 | 2016年3月27日                                                        | 野火（塚本晋也）                                  | 橋口亮輔（恋人たち）                            | 山田真歩（アレノ）                                                           | オダギリジョー（FOUJITA）                                      | 蒼井優（岸辺の旅）                                                     | 黒田大輔（恋人たち）                            | 水野絵梨奈（ソレダケ / that’s it）                   | 森優作（野火）                                                                        | (対象者無し)                   | 山崎樹一郎（新しき民） 新進監督グランプリ                          | 岸惠子（ここに泉あり）                                                                       |
| 31 | 2017年3月26日                                                        | 淵に立つ（深田晃司）                              | 森義隆（聖の青春）                              | 筒井真理子（淵に立つ）                                                       | 三浦友和（葛城事件）                                           | りりィ（リップヴァンウィンクルの花嫁）                                 | 斎藤工（団地）                                  | 杉咲花（湯を沸かすほどの熱い愛） 最優秀新進女優賞    | カトウシンスケ（ケンとカズ） 最優秀新進俳優賞 毎熊克哉（ケンとカズ） 最優秀新進俳優賞 | (対象者無し)                   | 小路紘史（ケンとカズ） 新進監督グランプリ                          | 片渕須直（この世界の片隅に） ホリゾント賞                                                    |
| 31 | 2017年3月26日                                                        | 淵に立つ（深田晃司）                              | 中野量太（湯を沸かすほどの熱い愛）              | 宮沢りえ（湯を沸かすほどの熱い愛）                                           | 三浦友和（葛城事件）                                           | りりィ（リップヴァンウィンクルの花嫁）                                 | 斎藤工（団地）                                  | 伊東蒼（湯を沸かすほどの熱い愛）                     | 吉澤太陽（海よりもまだ深く）                                                          | (対象者無し)                   | 小路紘史（ケンとカズ） 新進監督グランプリ                          | のん（この世界の片隅に） ホリゾント賞                                                        |
| 32 | 2018年3月24日                                                        | エルネスト（阪本順治）                            | 小林政広（海辺のリア）                          | 満島ひかり（海辺の生と死）                                                   | 仲代達矢（海辺のリア）                                         | 黒木華（海辺のリア）                                                   | 池松壮亮（映画 夜空はいつでも最高密度の青色だ） | 佐藤みゆき（真白の恋） 最優秀新進女優賞              | 岡山天音（ポエトリーエンジェル） 最優秀新進俳優賞                                     | (対象者無し)                   | 坂本欣弘（真白の恋） 新進監督グランプリ                            | 伏原健之（人生フルーツ） ホリゾント賞                                                        |
| 32 | 2018年3月24日                                                        | エルネスト（阪本順治）                            | 石井裕也（映画 夜空はいつでも最高密度の青色だ） | 満島ひかり（海辺の生と死）                                                   | 仲代達矢（海辺のリア）                                         | 岩井堂聖子（真白の恋）                                                 | 池松壮亮（映画 夜空はいつでも最高密度の青色だ） | 石橋静河（映画 夜空はいつでも最高密度の青色だ）      | 岡山天音（ポエトリーエンジェル） 最優秀新進俳優賞                                     | (対象者無し)                   | 坂本欣弘（真白の恋） 新進監督グランプリ                            | 伏原健之（人生フルーツ） ホリゾント賞                                                        |
| 33 | 2019年3月25日                                                        | 花筐/HANAGATAMI（大林宣彦） 特別大賞              | 瀬々敬久 （菊とギロチン）                       | 原日出子（鈴木家の嘘）                                                       | 池松壮亮（斬、）                                               | 韓英恵（菊とギロチン）                                                 | 東出昌大（菊とギロチン）                        | 木竜麻生（菊とギロチン） 最優秀新進女優賞            | 寛一郎（菊とギロチン） 最優秀新進俳優賞                                               | (対象者無し)                   | 野尻克己（鈴木家の嘘） 新進監督グランプリ                          | 三上智恵/大矢英代（沖縄スパイ戦史） ホリゾント賞                                             |
| 33 | 2019年3月25日                                                        | 斬、（塚本晋也）                                  | 濱口竜介（寝ても覚めても）                      | 趣里（生きてるだけで、愛。）                                                 | 池松壮亮（斬、）                                               | 韓英恵（菊とギロチン）                                                 | 東出昌大（菊とギロチン）                        | 南沙良（志乃ちゃんは自分の名前が言えない）           | 寛一郎（菊とギロチン） 最優秀新進俳優賞                                               | (対象者無し)                   | 春本雄二郎（かぞくへ）                                             | 三上智恵/大矢英代（沖縄スパイ戦史） ホリゾント賞                                             |
| 33 | 2019年3月25日                                                        | 斬、（塚本晋也）                                  | 濱口竜介（寝ても覚めても）                      | 趣里（生きてるだけで、愛。）                                                 | 池松壮亮（斬、）                                               | 韓英恵（菊とギロチン）                                                 | 東出昌大（菊とギロチン）                        | 蒔田彩珠（志乃ちゃんは自分の名前が言えない）         | 寛一郎（菊とギロチン） 最優秀新進俳優賞                                               | (対象者無し)                   | 春本雄二郎（かぞくへ）                                             | 三上智恵/大矢英代（沖縄スパイ戦史） ホリゾント賞                                             |
| 34 | 2020年3月22日                                                        | 嵐電（鈴木卓爾）                                  | 常盤司郎 （最初の晩餐）                         | 夏帆（ブルーアワーにぶっ飛ばす）                                             | 稲垣吾郎（半世界）                                             | 斉藤由貴（最初の晩餐）                                                 | 窪塚洋介（最初の晩餐）                          | 和田光沙（岬の兄妹） 最優秀新進女優賞                | 杉田雷麟（半世界） 最優秀新進俳優賞                                                   | (対象者無し)                   | 広瀬 奈々子（夜明け） 新進監督グランプリ                           | オダギリジョー（ある船頭の話） ホリゾント賞                                                  |
| 34 | 2020年3月22日                                                        | 嵐電（鈴木卓爾）                                  | 真利子哲也（宮本から君へ）                      | シム・ウンギョン（ブルーアワーにぶっ飛ばす）                                 | 稲垣吾郎（半世界）                                             | 斉藤由貴（最初の晩餐）                                                 | 渋川清彦（半世界）                              | 川島鈴遥（ある船頭の話）                             | 楽駆（最初の晩餐）                                                                    | (対象者無し)                   | 甲斐さやか（赤い雪 Red Snow）                                      | オダギリジョー（ある船頭の話） ホリゾント賞                                                  |
| 回 | 授賞式年月日                                                         | 最優秀作品賞                                      | 最優秀監督賞                                    | 最優秀主演女優賞                                                             | 最優秀主演男優賞                                               | 最優秀助演女優賞                                                       | 最優秀助演男優賞                                | 最優秀新人女優賞                                     | 最優秀新人男優賞                                                                      | ベストアイドル賞               | 若手監督グランプリ                                                 | 特別賞                                                                                       |

| 回 | 受賞年月日    | 最優秀作品賞                                         | 最優秀監督賞                                           | 最優秀主演俳優賞                                                                                                | 最優秀助演俳優賞                                                                         | 最優秀新進俳優賞                                                  | 最優秀新人俳優賞                                      | 新進監督グランプリ                                        |
| -- | ------------- | ---------------------------------------------------- | ------------------------------------------------------ | --- | ---------------------------------------------------------------------------------------- | ----------------------------------------------------------------- | ----------------------------------------------------- | --------------------------------------------------------- |
| 35 | 2022年3月26日 | 偶然と想像（濱口竜介）                               | 横浜聡子（いとみち） 春本雄二郎（由宇子の天秤）        | 占部房子（偶然と想像） 河井青葉（偶然と想像） 西島秀俊（ドライブ・マイ・カー） 三浦透子（ドライブ・マイ・カー） | 水原希子（あのこは貴族） 岡田将生（ドライブ・マイ・カー） 中島歩（いとみち／偶然と想像） | 片山友希（茜色に焼かれる） 梅田誠弘（由宇子の天秤）               | 河井優実（由宇子の天秤） 和田庵（茜色に焼かれる）     | 三澤拓哉（ある殺人、落葉のころに）                        |
| 36 | 2023年3月19日 | ケイコ 目を澄ませて（三宅唱）                        | 杉田協士（春原さんのうた）                             | 岸井ゆきの（ケイコ 目を澄ませて）                                                                               | 永山絢斗（LOVE LIFE）                                                                    | 佐々木詩音(裸足で鳴らしてみせろ) 諏訪珠理（裸足で鳴らしてみせろ） | 嵐莉菜（マイスモールランド） 大沢一菜（こちらあみ子） | 工藤梨穂（裸足で鳴らしてみせろ） 森井勇佑（こちらあみ子） |
| 37 | 2024年3月24日 | せかいのおきく（阪本順治監督・スタッフキャスト一同） | 外山文治（茶飲友達） 足立紳（雑魚どもよ、大志を抱け!） | 岡本玲（茶飲友達）                                                                                              | 中村ゆり（市子） 森山未來（ほかげ）                                                      | 辻凪子（凪の憂鬱） 堀家一希（世界は僕らに気づかない）             | 花瀬琴音（遠いところ）                                | 工藤将亮（遠いところ） 磯部鉄平（凪の憂鬱）               |
| 38 | 2025年3月23日 | 箱男（石井岳龍監督・スタッフキャスト一同）           | 小路紘史（辰巳） 五十嵐耕平（SUPER HAPPY FOREVER）     | 江口のりこ（愛に乱暴） 遠藤雄弥（辰巳）                                                                         | 忍足亜希子（ぼくが生きてる、ふたつの世界） 山本奈衣瑠（SUPER HAPPY FOREVER）             | 莉子（違う惑星の変な恋人）                                        | 栗原颯人（HAPPYEND） 日高由起刀（HAPPYEND）           | 飯島将史（プロミスト・ランド） 空音央（HAPPYEND）         |